# Josef Bäuml

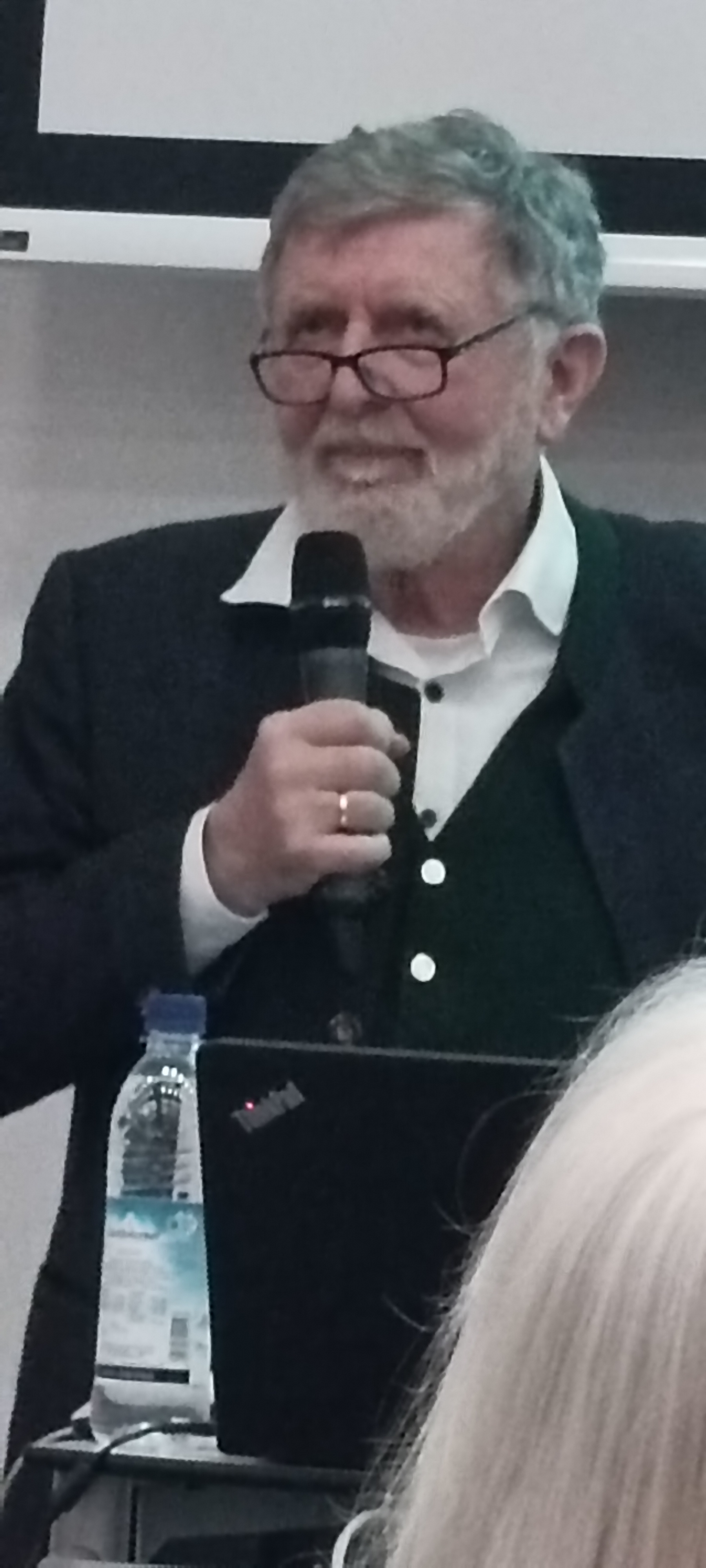
Josef Bäuml, Februar 2024

Josef Georg Hans Bäuml ist ein deutscher Psychiater, Autor mehrerer Fachbücher sowie Privatdozent (PD) und ehemaliger Leitender Oberarzt (Ltd. OA) an der Klinik und Poliklinik für Psychiatrie und Psychotherapie des Klinikums rechts der Isar der Technischen Universität München (TUM).

## Leben
Josef Bäuml studierte von 1975 bis 1976 zunächst Germanistik und Theologie an der Universität Regensburg. Anschließend wechselte er zum Studienfach Medizin, und es folgte von 1976 bis 1978 das Klinische Vorstudium an der Universität Regensburg. Für das klinische Studium von 1978 bis 1983 ging Josef Bäuml an die Technische Universität München (TUM). Im Mai 1983 erlangte er seine Approbation als Arzt.
Seine erste Anstellung fand Josef Bäuml von 1983 bis 1984 in der Senioren-Tagesklinik am Klinikum rechts der Isar der TUM. Von 1984 bis 1988 arbeitete er in der Akutpsychiatrie am Klinikum rechts der Isar der TUM.
1986 schloss Josef Bäuml seine Promotion an der Technischen Universität München ab. Das Thema seiner Dissertation lautete: Kurzzeitkatamnese von Patienten nach einem Suizidversuch im jüngeren und mittleren Erwachsenenalter. Ergebnisvergleich mit einer Untersuchung zu Suizidversuchspatienten im höheren Lebensalter.
Von 1988 bis 1989 war er in der Neurologischen Klinik am Klinikum rechts der Isar der TUM beschäftigt. Daraufhin folgten von 1989 bis 1999 zehn Berufsjahre erneut in der Akutpsychiatrie am Klinikum rechts der Isar der TUM. Daneben leistete Josef Bäuml Psychiatrischen Konsiliardienst und Konsiliardienst auf der Toxikologischen Abteilung. 
1992 wurde er Facharzt für Psychiatrie und Psychotherapie und 1997 Oberarzt in der Klinik für Psychiatrie und Psychotherapie der TUM.
1997 erhielt er, schon als Oberarzt, von der Lilly Deutschland GmbH den Lilly Schizophrenie-Reintegrations-Ehrenpreis „in Anerkennung seiner beispielhaften Langzeitbehandlung schizophrener Patienten und ihrer Angehörigen an der Münchner Klinik“ verliehen.
Ab dem 1. Februar 2000 bis zum Ruhestandsantritt war Josef Bäuml Leitender Oberarzt in der Klinik für Psychiatrie und Psychotherapie der TUM und hat zudem die Oberärztliche Leitung der akutpsychiatrischen Abteilung.
Josef Bäuml ist verheiratet und hat drei Kinder.

## Tätigkeits- und wissenschaftliche Schwerpunkte
Das Spezialgebiet von Josef Bäuml ist die Behandlung mit einem durchdachten Zusammenspiel aus Psychopharmaka und Psychotherapie unter systematischer Hinzuziehung der Angehörigen (Psychoedukation). Es erfolgt eine vorsichtige Aufklärung des Betroffenen über die Hintergrundinformationen zu seiner psychischen Störung. Parallel erhalten auch die Angehörigen in separaten Gruppen Informationen. Die Intervention der Familien lässt die Rückfallzahlen deutlich zurückgehen. Diese Behandlungsmethode eignet sich insbesondere bei Schizophrenie, affektiven Störungen, Angst- und Zwangsstörungen sowie Ess- und Persönlichkeitsstörungen. Darüber hinaus ist Bäuml Mitbegründer des Münchner Psychoseseminars.
Des Weiteren ist er Referent in der Fort- und Weiterbildung der Bayerischen Landesärztekammer (BLÄK), im IFT Institut für Therapieforschung, im Landesverband der Angehörigen psychisch Kranker e.V. etc. Außerdem war Josef Bäuml Mitveranstalter des Deutschen Psychoedukations-Kongresses in Berlin.
Zu den wissenschaftlichen Schwerpunkten von Josef Bäuml zählen die Angehörigenarbeit bei schizophrenen Psychosen, die Compliance-Verbesserung bei psychiatrischen Patienten, psychoedukatives Intervenieren bei schizophrenen Klienten, Empowerment und Trialog bei psychischen Störungen, die psychopharmakotherapeutische Rezidivprophylaxe sowie die Therapieresistenz bei schizophrenen und affektiven Störungen.

## Mitgliedschaft in Fachgesellschaften
Josef Bäuml ist Mitglied in diversen Fachgesellschaften, unter anderem in der Deutschen Gesellschaft für Psychiatrie, Psychotherapie und Nervenheilkunde (DGPPN). Er ist dort Leiter des DGPPN-Fachreferats Psychoedukation. Des Weiteren bestehen Mitgliedschaften von Josef Bäuml in der Arbeitsgemeinschaft für Neuropsychopharmakologie und Pharmakopsychiatrie (AGNP), in der Gesellschaft zur Förderung empirisch begründeter Therapieansätze bei schizophrenen Menschen (gfts), in der Berliner Akademie für Psychotherapie (BAP), im Centrum für Integrative Psychotherapie (CIP) und im Ärztlichen Weiterbildungskreis für Psychotherapie und Psychoanalyse Ostbayern e.V. (ÄWK).

## Schriften (Auswahl)
- Kurzzeitkatamnese von Patienten nach einem Suizidversuch im jüngeren und mittleren Erwachsenenalter. Ergebnisvergleich mit einer Untersuchung zu Suizidversuchspatienten im höheren Lebensalter. 1986, DNB 871177919 (dnb.de [abgerufen am 16. August 2013] Technische Universität München, Dissertation, 1986).
- mit Gabriele Pitschel-Walz, Werner Kissling: Psychoedukation Depressionen. Manual zur Leitung von Patienten- und Angehörigengruppen. Urban und Fischer, München/Jena 2003, ISBN 3-437-56430-7 (dnb.de [abgerufen am 16. August 2013]).
- mit Michael Rentrop, Markus Reicherzer. Unter Mitarbeit von Doris Fuchs: Psychoedukation Borderline-Störung. Manual zur Leitung von Patienten- und Angehörigengruppen. Mit 18 Folien und 6 Formblättern im Anhang und als CD-ROM (= Im Dialog). 1. Auflage. Elsevier, Urban und Fischer, München / Jena 2007, ISBN 978-3-437-22746-2 (dnb.de [abgerufen am 16. August 2013]).
- Unter Mitarbeit von Werner Kissling: Psychosen aus dem schizophrenen Formenkreis. Ein Ratgeber für Patienten und Angehörige. Ein Leitfaden für professionelle Helfer. Eine Einführung für interessierte Laien. Mit 16 Tabellen. 2., aktualisierte und erweiterte Auflage. Springer, Heidelberg 2008, ISBN 978-3-540-43646-1 (dnb.de [abgerufen am 16. August 2013]).
- mit Gabi Pitschel-Walz (Hrsg.): Psychoedukation bei schizophrenen Erkrankungen. Konsensuspapier der Arbeitsgruppe „Psychoedukation bei Schizophrenen Erkrankungen“. 64 Tabellen. Unter Mitarbeit von Andreas Bechdolf. Mit Geleitwort von Frank Bergmann und Gerhard Buchkremer. 2., erweiterte und aktualisierte Auflage. Schattauer Verlag, Stuttgart / New York 2008, ISBN 978-3-7945-2481-5 (dnb.de [abgerufen am 18. August 2013] Arbeitsgruppe Psychoedukation bei Schizophrenen Erkrankungen).
- Josef Bäuml / Martin Lambert: Schizophrene Psychosen. Wissenswertes für Betroffene und Angehörige. 3. Auflage. vdm, Michelstadt 2011, DNB 1021113484 (dnb.de [abgerufen am 16. August 2013] Konzeption & Text: Institut für Didaktik in der Medizin. AstraZeneca).
- mit Rupert Müller, Michael Rentrop, Hans Willner (Hrsg.): Klinikleitfaden Psychiatrie, Psychotherapie. 5. Auflage. Elsevier, Urban & Fischer, München 2013, ISBN 978-3-437-23147-6 (dnb.de [abgerufen am 18. August 2013] Zusätzliches Online-Angebot unter www.elsevier.de).